# Liga Nordeste de Futsal de 2013
A Liga Nordeste de Futsal de 2013, também conhecida como IX Liga Nordeste, é a nona edição da Região Nordeste da modalidade. Oito equipes participaram da competição, disputada em duas fases.

## Equipes participantes
Equipes participantes da IX Liga Nordeste de Futsal:
- Ipiranga
- Vento em Popa
- Maracanã*
- Balsas
- Catolé*
- A.D. Tigre
- Cajuína*
- Cruzeiro-RN
- Lagarto*
- Real Moitense

OBS: O Lagarto do estado de Sergipe  atual campeão da competição, o Catolé da Paraíba, Maracanã do Ceará e Cajuína do Piauí desistiram de participar da Liga Nordeste de Futsal de 2013.

## Classificação

### Grupo A
|   | Time       | Pts | J | V | E | D | GP | GC | SG | Cartões Amarelos | Cartões Vermelhos |
| - | ---------- | --- | - | - | - | - | -- | -- | -- | ---------------- | ----------------- |
| 1 | Janjar     | 4   | 2 | 1 | 1 | 0 | 5  | 4  | 1  | 7                | 1                 |
| 2 | A.D. Tigre | 3   | 2 | 1 | 0 | 1 | 6  | 5  | 1  | 6                | 0                 |
| 3 | Cajuína    | 1   | 2 | 0 | 1 | 1 | 3  | 4  | -1 | 3                | 0                 |

### Confrontos

#### Primeira Rodada
| 24 de Setembro | Cajuína | 1 – 1 | Janjar | Ginásio Governador Albano Franco, Moita Bonita |
| 19:00          |         |       |        | Árbitro: SE José Umberto da Farias Junior      |

#### Segunda Rodada
| 25 de Setembro | Janjar | 4 – 3 | A.D. Tigre | Ginásio Governador Albano Franco, Moita Bonita |
| 19:00          |        |       |            | Árbitro: CE Marcos Antônio da Silva Brígido    |

#### Terceira Rodada
| 26 de Setembro | Cajuína | 2 – 3 | A.D. Tigre | Ginásio Governador Albano Franco, Moita Bonita |
| 19:00          |         |       |            | Árbitro: CE Marcos Antônio da Silva Brígido    |

### Grupo B
|   | Time          | Pts | J | V | E | D | GP | GC | SG | Cartões Amarelos | Cartões Vermelhos |
| - | ------------- | --- | - | - | - | - | -- | -- | -- | ---------------- | ----------------- |
| 1 | Real Moitense | 6   | 2 | 2 | 0 | 0 | 9  | 1  | 8  | 3                | 0                 |
| 2 | Balsas        | 3   | 2 | 1 | 0 | 1 | 7  | 8  | -1 | 2                | 0                 |
| 3 | Ipiranga      | 0   | 2 | 0 | 0 | 2 | 3  | 10 | -7 | 3                | 0                 |

### Confrontos

#### Primeira Rodada
| 24 de Setembro | Real Moitense | 3 – 1 | Ipiranga-AL | Ginásio Governador Albano Franco, Moita Bonita |
| 20:30          |               |       |             | Público: RN Lenilson de Lima                   |

#### Segunda Rodada
| 25 de Setembro | Real Moitense | 6 – 0 | Balsas | Ginásio Governador Albano Franco, Moita Bonita |
| 20:30          |               |       |        | Público: PE Marcílio Paulo da Silva            |

#### Terceira Rodada
| 26 de Setembro | Ipiranga-AL | 2 – 7 | Balsas | Ginásio Governador Albano Franco, Moita Bonita |
| 20:30          |             |       |        | Árbitro: PE Marcílio Paulo da Silva            |

## Fase eliminatória
Atualizado em 27 de setembro de 2013.
|  | Semifinais    | Semifinais    | Semifinais |            |        | Final  | Final | Final |  |
|  |               |               |            |            |        |        |       |       |  |
|  | Janjar        | Janjar        | 3          |            |        |        |       |       |  |
|  | Janjar        | Janjar        | 3          |            |        |        |       |       |  |
|  | Balsas        | Balsas        | 2          |            |        |        |       |       |  |
|  | Balsas        | Balsas        | 2          |            | Janjar | Janjar | 3     |       |  |
|  |               |               |            |            | Janjar | Janjar | 3     |       |  |
|  |               |               | A.D. Tigre | A.D. Tigre | 5      |        |       |       |  |
|  | Real Moitense | Real Moitense | A.D. Tigre | A.D. Tigre | 5      | 2      |       |       |  |
|  | Real Moitense | Real Moitense |            |            |        |        |       |       |  |
|  | A.D. Tigre    | A.D. Tigre    | 5          |            |        |        |       |       |  |

### Semifinais
| 27 de setembro | Janjar | 3 - 2 | Balsas | Ginásio Governador Albano Franco, Moita Bonita, SE |
| 19:00          |        |       |        | Árbitro: PE Marcílio Paulo da Silva                |

| 27 de setembro | Real Moitense | 2 - 5 | A.D. Tigre | Ginásio Governador Albano Franco, Moita Bonita, SE |
| 20:30          |               |       |            | Árbitro: BA Elzon Silva Campos Neto                |

### Final
| 28 de setembro | Janjar | 3 - 5 | A.D. Tigre | Ginásio Governador Albano Franco, Moita Bonita, SE |
| 16:00          |        |       |            |                                                    |

## Premiação

### Campeão
| Campeão da Liga Nordeste de 2013 |
| -------------------------------- |
| A.D. Tigre (1º título)           |

## Artilharia
| Gols | Jogador | Time |
| ---- | ------- | ---- |
|      | ?       | ?    |

### Classificação Geral
|   | Time          | Pts | J | V | E | D | GP | GC | SG | Cartões Amarelos | Cartões Vermelhos |
| - | ------------- | --- | - | - | - | - | -- | -- | -- | ---------------- | ----------------- |
| 1 | A.D. Tigre    | 9   | 4 | 3 | 0 | 1 | 13 | 10 | 3  | 6                | 0                 |
| 2 | Janjar        | 7   | 4 | 2 | 1 | 1 | 11 | 11 | 0  | 9                | 1                 |
| 3 | Real Moitense | 6   | 3 | 2 | 0 | 1 | 11 | 6  | 5  | 4                | 0                 |
| 4 | Balsas        | 3   | 3 | 1 | 0 | 2 | 9  | 11 | -2 | 4                | 0                 |
| 5 | Cajuína       | 1   | 2 | 0 | 1 | 1 | 3  | 4  | -1 | 3                | 0                 |
| 6 | Ipiranga      | 0   | 2 | 0 | 0 | 2 | 3  | 10 | -7 | 3                | 0                 |